# 금반초등학교
금반초등학교는 대한민국 경상남도 함양군에 있는 공립 초등학교이다.

## 학교 연혁
- 1947.03.31: 금반국민학교 설립인가
- 1947.09.15: 석정동사에서 개교
- 1985.03.07: 병설유치원 개원
- 1992.03.01: 월평분교장 편입
- 1996.03.01: 금반초등학교로 교명 변경
- 1998.03.01: 휴천분교장 편입
- 1999.09.01: 문정분교장 편입
- 2008.: 아토피 제로 특성화 학교 지정
- 2010.02.28: 금반아토피숙소(금바실도담채) 준공
- 2012.03.01: 벽지학교 지정
- 2017.12.28:졸업.내가.4명 졸업했음(당시 전교생 26명-유치원 12명)

## 참고 자료
- 금반초등학교 - 한국교육학술정보원 학교알리미